# Canaima arima
Canaima arima is een spinnensoort uit de familie trilspinnen (Pholcidae). De soort komt voor op Trinidad en is de typesoort van het geslacht Canaima.